# Peter Jacko
Peter Jacko (* 26. března 1953) je bývalý slovenský fotbalista, útočník.

## Fotbalová kariéra
V československé lize hrál za Lokomotívu Košice. Nastoupil ve 211 ligových utkáních a dal 46 gólů. Vítěz Československého poháru 1979. Dorostenecký mistr Československa 1971. V Poháru vítězů pohárů nastoupil v 7 utkáních a dal 1 gól, v Poháru UEFA nastoupil ve 2 utkáních. Za dorosteneckou reprezentaci nastoupil ve 3 utkáních a za juniorskou reprezentaci nastoupil v 10 utkáních a dal 4 góly

## Ligová bilance
| Ročník                                   | Zápasy | Góly | Minuty | Klub                 |
| ---------------------------------------- | ------ | ---- | ------ | -------------------- |
| 1. československá fotbalová liga 1971/72 | 10     | 0    | -      | TJ Lokomotíva Košice |
| 1. československá fotbalová liga 1972/73 | 26     | 5    | -      | TJ Lokomotíva Košice |
| 1. československá fotbalová liga 1973/74 | 29     | 6    | -      | TJ Lokomotíva Košice |
| 2. československá fotbalová liga 1974/75 | -      | -    | -      | TJ Lokomotíva Košice |
| 1. československá fotbalová liga 1975/76 | 29     | 6    | -      | TJ Lokomotíva Košice |
| 1. československá fotbalová liga 1977/78 | 25     | 4    | 1699   | TJ Lokomotíva Košice |
| 1. československá fotbalová liga 1978/79 | 30     | 7    | 2394   | TJ Lokomotíva Košice |
| 1. československá fotbalová liga 1979/80 | 29     | 7    | 2489   | TJ Lokomotíva Košice |
| 1. československá fotbalová liga 1980/81 | 23     | 8    | 1720   | TJ Lokomotíva Košice |
| 1. československá fotbalová liga 1981/82 | 11     | 3    | 967    | TJ Lokomotíva Košice |
| CELKEM                                   | 211    | 46   | 9269   |                      |